# Jan Krosnowski (ur. 1714)
Jan Krosnowski herbu Junosza (ur. w 1714) – burgrabia drohicki w 1742 roku, łowczy stężycki w 1744 roku, cześnik opoczyński w 1765 roku, podstoli opoczyński w 1768 roku, starosta snochowski. 
W 1764 roku był sędzią kapturowym województwa sandomierskiego i konsyliarzem konfederacji województwa. Członek konfederacji Adama Ponińskiego w 1773 roku. Jako poseł sandomierski na Sejmie Rozbiorowym 1773-1775 wszedł w skład delegacji wyłonionej pod naciskiem dyplomatów trzech państw rozbiorczych, mającej przeprowadzić rozbiór. 18 września 1773 roku podpisał traktaty cesji przez Rzeczpospolitą Obojga Narodów ziem zagarniętych przez Rosję, Prusy i Austrię w I rozbiorze Polski. Dostał prawem emfiteutycznym na 50 lat królewszczyzny: Wolę Libertową, Snochowice i Kłonne.
Konsyliarz sądu konfederacji generalnej 1773–1775 roku.
Kawaler Orderu Świętego Stanisława w 1790 roku.